# NGC 6855
NGC 6855 је спирална галаксија у сазвежђу Телескоп која се налази на NGC листи објеката дубоког неба.
Деклинација објекта је - 56° 23' 23" а ректасцензија 20h 6m 49,7s. Привидна величина (магнитуда) објекта NGC 6855 износи 12,9 а фотографска магнитуда 13,8. NGC 6855 је још познат и под ознакама ESO 185-63, AM 2002-563, PGC 64116.